# Алейка
Алейка — малая река в России, протекает по Самбийскому полуострову, на территории Зеленоградского района Калининградской области. Река впадает в Балтийское море, длина реки — 12 км, площадь водосборного бассейна — 40,4 км².

## География и гидрология
Устье реки находится у Балтийского моря, длина реки составляет 12 км. Через реку в районе посёлка Сокольники переброшен железнодорожный мост, по которому ведётся сообщение на участке между городами Зеленоградск — Пионерский.
Имеет приток — реку Безымянную. Река имеет смешанное питание, с преобладанием дождевого, паводочного. В реке водится и размножается лосось, карась, также был зафиксирован случай поимки особи миноги.
В Балтийском море находится платформа для добычи нефти, в районе устья реки проходит часть подводного трубопровода (общая протяжённость которого 47 км), протянувшегося от Кравцовского месторождения к селу Романово. В рамках экологического мониторинга в 2007 году, было установлено, что содержание нефтепродуктов в донных осадках имело максимальные значения поблизости от устья реки Алейки.

## Археологические раскопки
В 2005 году в районе долины реки Алейки проводились археологические раскопки предшествовавшие строительству газохранилища и газопровода. В этом районе отмечается высокая концентрация археологических памятников. В результате проведённых раскопок, было найдено шесть поселений, датируемых от II века н. э. до XVIII—XIX веков. Там встречаются поселения самбийско-натангийской культуры, наиболее интересными из которых оказался могильник Алейка-3 (Яугенен Jaugehnen). В нём встречаются захоронения как с трупоположением, так и с трупосожжением, также встречаются захоронения коней. Это характерно для погребального обряда балтов. Могильник Алейка-7 на возвышении между двумя рукавами реки Алейки включает в себя более 750 погребений V—VII веков.

## Данные водного реестра
По данным государственного водного реестра России относится к Балтийскому бассейновому округу, водохозяйственный участок реки — реки бассейна Балтийского моря в Калининградской области без рек Неман и Преголя. Относится к речному бассейну реки Неман и рекам бассейна Балтийского моря (российская часть в Калининградской области).
Код объекта в государственном водном реестре — 01010000312104300010717.